# Коефіцієнт компонентовіддачі родовища вуглеводнів
Коефіцієнтом об’ємної (масової) компонентовіддачі родовища вуглеводнів називається відношення об’єму (маси) видобутого з пласта компонента Qвид до його геологічних запасів флюїду Qзап. Розрізняють кінцевий (у кінці періоду експлуатації) та поточний (у певний момент експлуатації) коефіцієнти компонентовіддачі.

## Коефіцієнт газовіддачі і конденсатовіддачі
Практика розробки родовищ показує, що коефіцієнт газовіддачі в багатьох випадках досягає 85—95 %, в той час як коефіцієнт конденсатовіддачі змінюється від 30 до 75 %.
Основними фізичними факторами, що впливають на коефіцієнт газовіддачі є:
- режим експлуатації родовища;
- середньозважений за об’ємом порового простору пласта кінцевий тиск у покладі;
- площова й по розрізу пласта неоднорідність літологічного складу й фаціальна мінливість порід пласта;
- тип родовища (пластове, масивне);
- темп відбору флюїду.

На коефіцієнти газовіддачі родовища газу, крім розглянутих, впливають і інші фактори:
- охоплення покладу витісненням;
- розміщення свердловин на структурі та площі газоносності;
- глибина спуску колони насосно-компресорних труб.

Коефіцієнт газовіддачі більший у порід із більшою пористістю і газонасиченістю і меншою проникністю. Коефіцієнт газовіддачі практично не залежить від в’язкості газу і води й поверхневого натягу на межі фаз (при різних температурах), а також від тиску витіснення й швидкості витіснення газу водою. На цей коефіцієнт в основному впливають капілярні процеси, що відбуваються при витісненні газу водою, а також колекторські властивості продуктивних горизонтів. Чим більша макро- і мікронеоднорідність пласта, тим менший коефіцієнт газовіддачі.
При розробці газових і газоконденсатних покладів, приурочених до однорідних за колекторськими властивостями пластів, з метою збільшення кінцевої газовіддачі рекомендується збільшувати темп відбору газу з них. У цьому випадку вода не встигає надходити в газовий поклад, у зв’язку з чим різко скорочується кількість «защемленого» нею газу.
При розробці неоднорідних за колекторськими властивостями покладів їх форсована розробка може привести до вибіркового обводнення, що значно знижує газовіддачу родовища в цілому.
Істотно може знизити газовіддачу родовищ проведення капітальних і підземних ремонтів на заключній стадії розробки покладу. У цей період експлуатації глушіння свердловин глинистим розчином чи іншими задавочними рідинами призводить до того, що в більшості випадків їх продуктивність різко падає, а іноді свердловини після ремонтних робіт взагалі не вдається освоїти.
Основними фізичними параметрами, що впливають на коефіцієнт конденсатовіддачі є:
- метод розробки родовища (з підтриманням або без підтримання пластового тиску);
- потенційний вміст конденсату (С5+) в газі;
- питома поверхня пористого середовища;
- груповий склад і фізичні властивості конденсату (молекулярна маса і густина);
- початковий тиск і температура.

Найвищий коефіцієнт конденсатовіддачі досягається при підтримці початкового пластового тиску у процесі відбору пластового газу. У цьому випадку він може досягати 85 % при підтримці тиску за допомогою газоподібного робочого агента і 75 % — при підтримці тиску при закачуванні води в поклад.
Коефіцієнт конденсатовіддачі при розробці газоконденсатного покладу без підтримання пластового тиску при газовому режимі експлуатації пласта (Ωпоч = const) можна визначити за різними кореляційними залежностями, отриманими на основі обробки лабораторних експериментальних даних.

## Методи збільшення компонентовіддачі газоконденсатних родовищ
При газовому режимі експлуатації родовища, тобто при постійному газонасиченому об’ємі порового простору пласта, коефіцієнт газовіддачі газових родовищ можна збільшити шляхом зменшення середньозваженого по газонасиченому об’єму порового простору тиску в покладі p ̅_кін. При цьому істотно зменшується й коефіцієнт динамічної в’язкості газу.
Особливо високим коефіцієнт газовіддачі буде при застосуванні гвинтових компресорів у процесі розробки родовища при тиску нижчому за атмосферний.
При пружноводонапірному режимі експлуатації газового родовища, як це випливає з аналізу рівняння (6.10), коефіцієнт газовіддачі можна збільшити шляхом зменшення:
- тиску в газонасиченій і обводненій зонах пласта;
- об’єму обводненої зони (Ωпоч ‒ Ωкін);
- об’ємного газонасичення обводненої зони;
- регулювання відборів газу по площі і розрізу для рівномірного стягування контурної або підйому підошовної води в газовий поклад.

У деяких випадках зниженню тиску у газонасиченій і обводненій зонах сприятиме періодична з високим темпом відбору газу експлуатація родовищ у кінцевий період.
Конденсатовіддача буде найвищою в тому випадку, якщо в пласті не відбувається явище зворотної конденсації вуглеводневої рідини. Цього можна досягти шляхом закачування в пласт робочого агента для підтримання початкового пластового тиску. При таких умовах жирний пластовий газ витісняється до вибоїв експлуатаційних свердловин газоподібним або рідким робочим агентом практично без розширення, збільшення об’єму. При розробці газоконденсатних покладів з великим поверхом газоносності й вмістом конденсату (С5+) та інших цінних компонентів (сірководню, гелію) в газі підтримка тиску може відбутися одночасно двома робочими агентами: а) сухим газом; б) водою. Сухий газ закачується в зводову частину покладу, вода — під поверхню початкового газоводяного контакту.
При розробці газоконденсатного покладу без підтримання пластового тиску в умовах газового режиму (Ωпоч = const), при утворенні рідкої фази в пласті коефіцієнт конденсатовіддачі можна збільшити різними методами впливу на пласт і пластовий флюїд:
- прямим випаровуванням рідини в масу газоподібного робочого агента, що закачується в пласт;
- витісненням рідкого вуглеводневого конденсату водою;
- зменшенням коефіцієнта динамічної в’язкості вуглеводневого конденсату шляхом збільшення температури.

Як газоподібний робочий агент для закачування в пласт з метою випаровування нерухомого конденсату, що знаходиться в його поровому просторі використовуються:
- сухий газ, тобто частина пластового газу (метан, етан, сліди пропану й бутану), який залишився після відділення від нього в промислових апаратах вуглеводнів, що конденсуються;
- сухий газ, збагачений певною кількістю проміжних компонентів (тобто пропаном і бутаном) з метою збільшення розчинної здатності робочого агента;
- вуглекислий газ.

У світовій практиці при експлуатації газоконденсатних родовищ із вмістом конденсату більшим 25 см3/м3 поряд з експлуатацією їх на режимі виснаження застосовується сайклінг-процес, що дозволяє істотно підвищити коефіцієнт конденсатовіддачі.